# Südwestdeutsches Kammerorchester Pforzheim

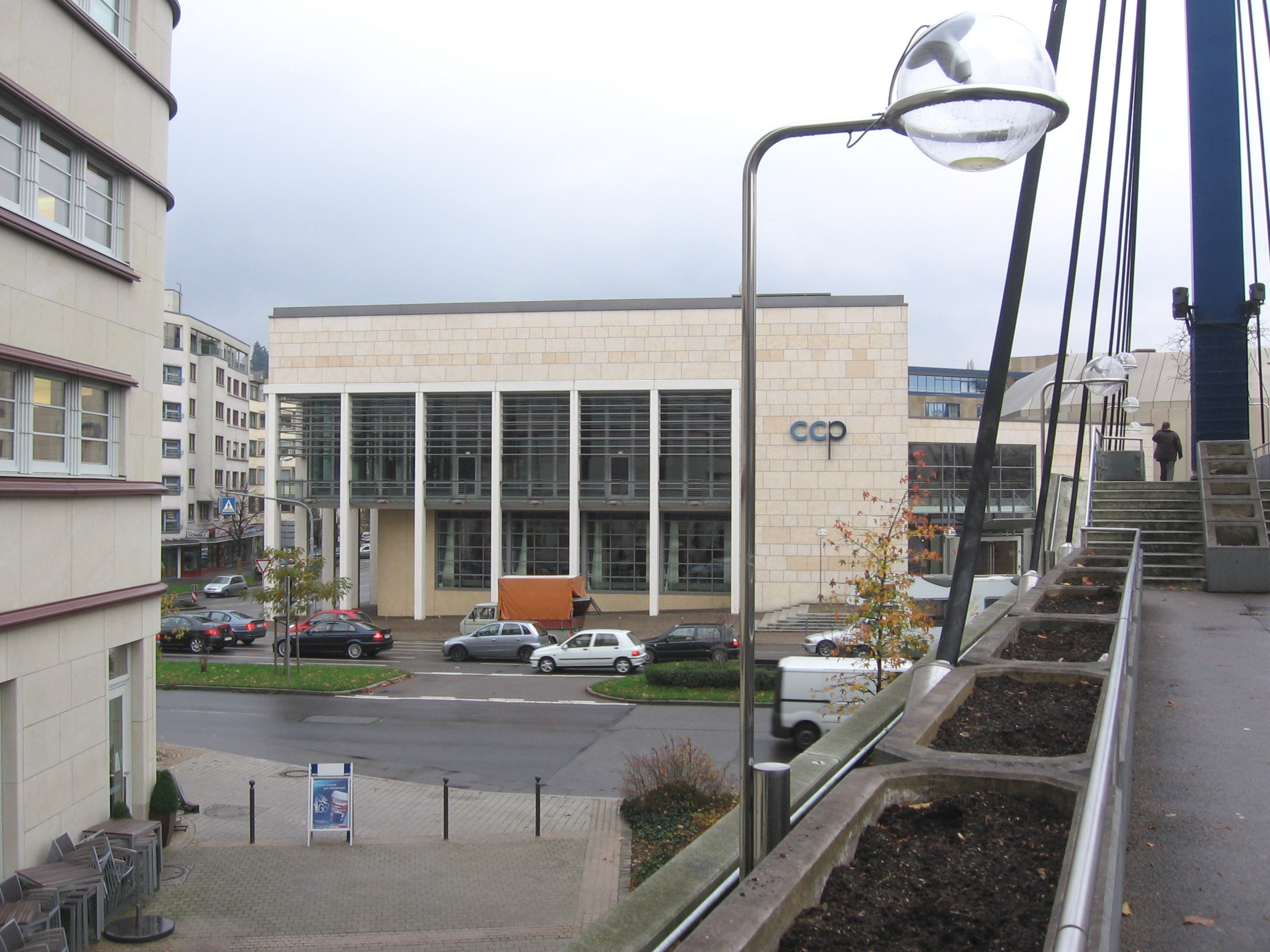
CongressCenter Pforzheim ccp – Spielort des Orchesters (2006)

Das Südwestdeutsche Kammerorchester Pforzheim (SWDKO) ist das Kammerorchester der Stadt Pforzheim.

## Geschichte
Das Streichorchester wurde im Jahre 1950 von Friedrich Tilegant begründet und spannt im Repertoire den Bogen von der Alten bis zur Neuen Musik. Es spielte seit seiner Gründung fast 300 Tonträger ein und umfasst als Basis vierzehn Musiker aus sieben Nationen.

## Künstlerische Leiter
- Friedrich Tilegant (1950–1968)
- Paul Angerer (1971–1982)
- Vladislav Czarnecki (1986–2002)
- Sebastian Tewinkel (2002–2013)
- Timo Handschuh (2013–2019)
- Douglas Bostock (seit 2019)[4]